# Гуковский, Григорий Александрович
Григо́рий Алекса́ндрович Гуко́вский (19 апреля [2 мая] 1902, Одесса — 2 апреля 1950, Москва) — советский литературовед и критик, доктор филологических наук, профессор, специалист по русской литературе XVIII века, близкий к формалистам.

## Биография
Родился 19 апреля (по старому стилю) 1902 года в Одессе в семье инженера-технолога Александра Моисеевича Гуковского (1874—?), уроженца Одессы, и Амалии-Эвелины Симоновны Гуковской (в девичестве Фрейнд, 1877—?), дочери австрийско-подданного, заключивших брак в Одессе 10 августа 1897 года. Отец, выпускник Императорского Новороссийского университета, был директором-распорядителем акционерного общества чугуно-медно-литейного и механического завода «Атлас» и директором правления общества «Вольта», приходился двоюродным братом Виктории Леонтьевне Гуковской (1864—1881), участнице народовольческого движения в Одессе. Дед Моисей Гуковский был провизором в Бендерах. Брат искусствоведа М. А. Гуковского, племянник историка адвокатуры И. А. Хмельницкого. В Одессе по проекту инженера А. М. Гуковского было выстроено несколько зданий, в том числе угловой трёхэтажный дом доктора медицины И. Е. Гуковского на улице Пушкинской, № 18 (ныне № 16, угол улицы Бунина) и дом самого А. М. Гуковского, выстроенный в 1892 году на улице Княжеской, № 22.
Семья жила в доме № 2а по Архиерейской улице в Санкт-Петербурге.
В гимназические годы он пережил увлечение символистской культурой, испытал влияние видного критика Акима Волынского, знакомого его отца. Окончил 3-ю петербургскую гимназию, в 1920 году поступил на историко-филологический факультет Петроградского университета, преподаватели отмечали его эрудицию и интерес к науке. Одновременно с учёбой служил в РККА (в Военно-санитарном управлении Петрограда). В 1923 году на год раньше окончил факультет общественных наук Ленинградского университета (часть экзаменов сдал досрочно). По окончании был оставлен на кафедре в качестве научного сотрудника II разряда (работал с 1923 по 1926), в том же году демобилизовался и стал преподавателем в средней школе № 51 города Ленинграда, расположенной на улице Правды (работал до 1928 года).
В 1924 году поступил в аспирантуру ИЛЯЗВ. Результатом стала монография «Русская поэзия XVIII века» (1927), которая в 1928 году была защищена как кандидатская диссертация. Академик В. В. Виноградов вспоминал в 1967 году: «Я был профессором ЛГУ в бытность Григория Александровича аспирантом. Он должен был сдать кандидатский минимум по истории русского литературного языка. Тогда это требовалось. Мне сказал: „Если 10-го не будет поставлена оценка, то 15-го я не получу стипендии и буду голодать. Может быть, можно отсрочить на 2 месяца“. Мы так и условились. Я поставил ему „пять“. Он получил „пять“, получил стипендию, проблема голода была снята, но не проблема зачета: зачет он не сдал до сих пор. В 1947 году при встрече с Григорием Александровичем я ему сказал: „Григорий Александрович, а как кандидат Вы неполноценны“».
С 1924 по 1930 год работал в Государственном институте истории искусств: научный сотрудник I разряда, преподаватель на высших курсах, заместитель декана, декан словесного факультета.
С 1928 по 1936 год — доцент, а затем профессор в Коммунистическом институте журналистики. С 1929 по 1949 год является научным сотрудником Пушкинского Дома (в 1933 — учёный секретарь, в 1934 — заведующий музеем). В 1934 году в Пушкинском доме была сформирована группа по изучению русской литературы XVIII века, с первого дня возглавленная Гуковским. С 1937 года — доктор наук (за книгу «Очерки по истории русской литературы XVIII века»). С 1935 — профессор ЛГУ, заведующий кафедрой русской литературы (1939—1944, 1947—1949), декан филологического факультета (1942—1944).
В 1933 году был принят в Союз писателей СССР. В 1938—1941 годах — заведующий кафедрой литературы Ленинградского института усовершенствования учителей, в те же годы — заведующий сектором ЛО Академии педагогических наук.
19 октября 1941 года был арестован по обвинению в пораженческих настроениях, антисоветской агитации, но 27 ноября освобождён «за недостатком улик». Пережил первую блокадную зиму Ленинграда, в марте 1942 года эвакуировался вместе с университетом. В эвакуации читал лекции в качестве профессора в Саратовском университете, затем становится проректором по учебной части (1944—1946) в этом же университете. В 1946 году вернулся в Ленинград, работать в ЛГУ и ИРЛИ, одновременно занимал должность профессора МГПИ (1946—1947).
Весной 1949 года в рамках «борьбы с космополитами» на двухдневном научном собрании в университете вместе с академиком В. М. Жирмунским, профессорами Б. М. Эйхенбаумом и М. К. Азадовским обвинён в «низкопоклонстве перед Западом». Среди критиковавших Гуковского были его бывшие аспиранты Г. П. Бердников (декан факультета), А. В. Западов и Е. И. Наумов. Уволен из ИРЛИ, а в июле 1949 года был арестован в Риге; в тот же день в Сочи был арестован его брат Матвей. Умер в апреле 1950 года от сердечного приступа (по словам академика Д. С. Лихачёва, расстрелян) в московской тюрьме Лефортово.
26 июля 2015 года в Санкт-Петербурге на 13-й линии Васильевского острова на фасаде дома 56, который стоит на месте деревянного особнячка, откуда уехал, но куда уже не вернулся Гуковский, был установлен мемориальный знак «Последний адрес» Григория Александровича Гуковского.

## Литературоведческая деятельность
Область профессиональных интересов — история русской литературы XVIII и XIX веков. Автор первого в СССР систематического курса по истории русской литературы XVIII века (Лидия Гинзбург вспоминала: «У Гуковского в ранней молодости (мы тогда как раз познакомились) был особый комплекс противостояния. Туда входила разная архаика, вкус к дворянскому укладу русской жизни. Эта наивная, задиристая позиция принесла, как ни странно, отличные плоды — открытие русской литературы XVIII века»). Гуковский, в отличие от предшественников, не считал русскую литературу XVIII века незрелой, но рассматривал ее как отражение эмпирической реальности, целостного и последовательного мировосприятия авторов.
В начале научной деятельности Гуковский входил в круг младоформалистов, в 30-е годы искренне увлекся марксизмом в его социологическом варианте. Предложенная им социологическая интерпретация русской литературы XVIII столетия принята до сих пор, хотя и со многими оговорками. В своей научной трилогии «Пушкин и русские романтики», «Пушкин и проблемы реалистического стиля», «Реализм Гоголя» Гуковский совершил своего рода путь от марксизма к гегельянству, выстроив всецело телеологическую модель истории русской литературы. Под традиционную историко-литературную схему «классицизм — романтизм — реализм» он подвел триаду «государство — личность — народ», в которой народная литература реализма естественным образом выступает в роли диалектического синтеза двух предыдущих стадий.
Среди его учеников — Г. П. Макогоненко, И. З. Серман, Ю. М. Лотман и др.

## Семья
- Дед и бабушка со стороны матери — австрийско-подданный Симон Фрейнд (1840—?) и Каролина Озиасовна Дерблех (1851—?), дочь тираспольского мещанина (позже одесского купца) Озиаса Самсоновича Дерблеха (1811—1893)[17][18].
- Первая жена — Наталия Викторовна Рыкова (1897—1928), приятельница Анны Ахматовой, ей посвящено известное стихотворение «Всё расхищено, предано, продано…»[19] Умерла при родах. Их дочь — Наталья Долинина (1928—1979), педагог и детский писатель.
- Вторая жена — Зоя Владимировна Гуковская (урождённая Артамонова; 1907—1973), филолог и переводчик.
- Двоюродные братья — адвокат Александр Хмельницкий, писатель Сергей Хмельницкий и литературовед Борис Бухштаб[20].
- Состоял в родстве с наркомом финансов РСФСР И. Э. Гуковским.

## Основные работы
- Русская поэзия XVIII века. Л., 1927
  - Ранние работы по истории русской поэзии XVIII в. М., 2001;
- Очерки по истории русской литературы XVIII века: Дворянская фронда в литературе 1750—1760 годов, М. — Л.,1936;
- Очерки по истории русской литературы и общественной мысли XVIII века, 1938;
- Русская литература XVIII века, 1939 (регулярно переиздается с 1998);
- К вопросу о преподавании литературы в школе, 1941 (в соавт. с С. С. Клитиным);
- Любовь к родине в русской классической литературе, 1943 (в соавт. с В. Е. Евгеньевым-Максимовым);
- Пушкин и русские романтики. (Очерки по истории русского реализма. Ч. 1). Саратов, 1946
  - 2-е изд. М.: Художественная литература, 1965;
- Пушкин и проблемы реалистического стиля, М.,1957;
- Реализм Гоголя, М. — Л.,1959;
- Изучение литературного произведения в школе: Методологические очерки о методике. М. — Л.: Просвещение, 1966
  - 2-е изд. Тула: Автограф, 2000.